# Dia Internacional de la Celebració del Solstici
El Dia Internacional de la Celebració del Solstici té lloc anualment el 21 de juny, amb la finalitat de donar a conèixer les festes tradicionals que diferents cultures d'arreu del planeta celebren en relació amb el solstici.
El 20 de juny de 2019, l'Assemblea General de les Nacions Unides, en la Resolució 73/300, reconeix el 21 de juny com a Dia Internacional de la Celebració del Solstici en les seves diferents manifestacions, en una proposta iniciada pel govern bolivià. Aquest dia, que se celebra des de 2020. pretén reafirmar i protegir les tradicions i costums culturals que l'envolten, com ara Inti Raymi, We Tripantu, Willkakuti o Yasitata Guasú.